# Lepidopilum erectiusculum
Lepidopilum erectiusculum är en bladmossart som beskrevs av Mitten 1869. Lepidopilum erectiusculum ingår i släktet Lepidopilum och familjen Daltoniaceae. Inga underarter finns listade i Catalogue of Life.